# Grazina-de-pescoço-branco
O petrel de pescoço branco ( Pterodroma cervicalis ), também conhecido como petrel de pescoço branco, é uma espécie de ave marinha da família Procellariidae . Durante a época de não reprodução, ocorre em grande parte do Pacífico, mas só é conhecido por se reproduzir na Ilha Macauley, nas Ilhas Kermadec, na Nova Zelândia, e no território australiano da Ilha Norfolk e da Ilha Phillip . Anteriormente criado na Ilha Raoul, mas agora foi extirpado desta localidade. Relatos de reprodução em Merelava, Vanuatu, são mais prováveis de serem do muito semelhante petrel de Vanuatu, P. occulta, que alguns consideram ser uma subespécie do petrel de pescoço branco. A classificação da IUCN como vulnerável é para as espécies “combinadas”.

## Descrição

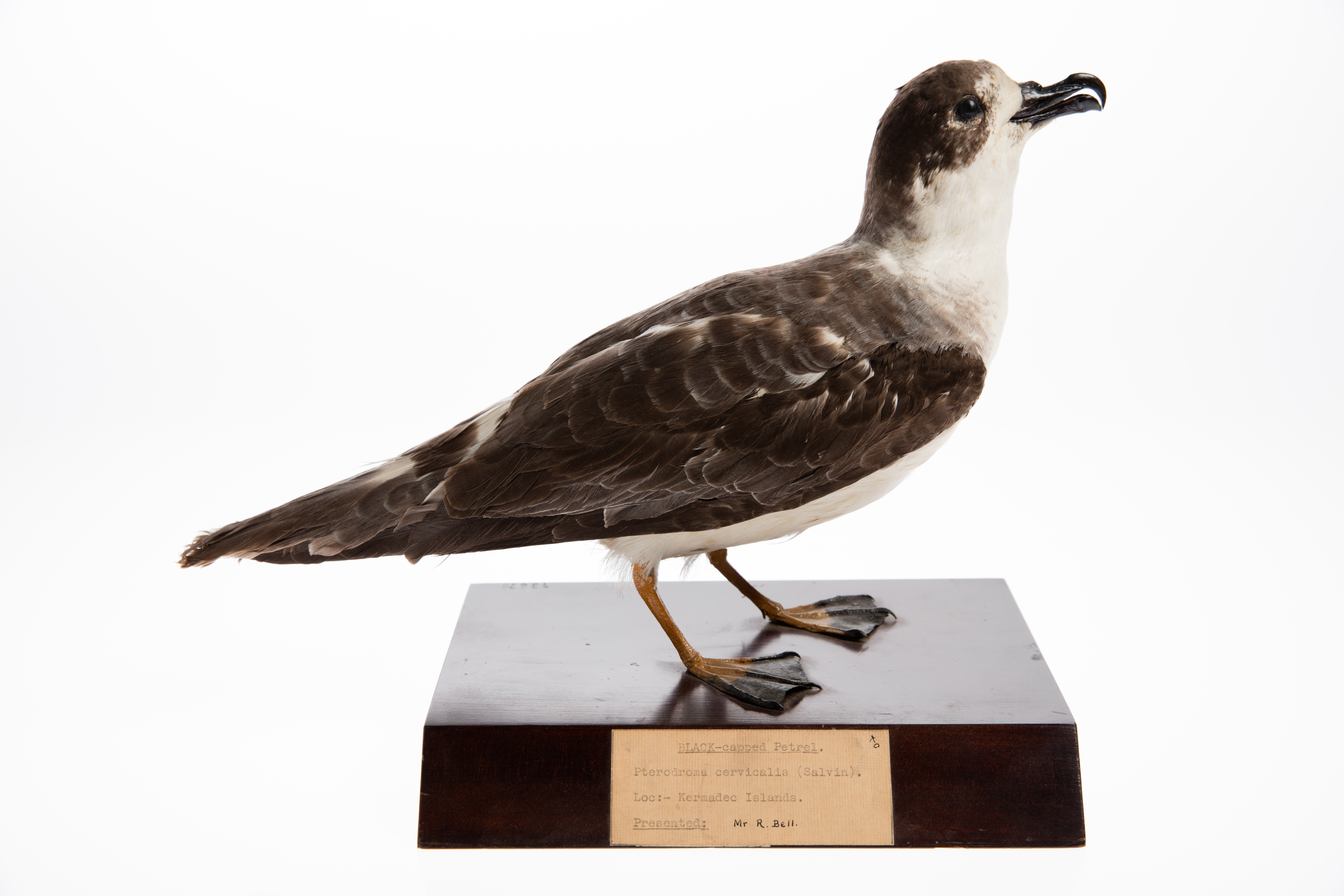
Pterodroma cervicalis Masculino Mount, Coleção do Museu de Auckland

Esta espécie se assemelha ao petrel de Vanuatu, P. occulta, mas é ligeiramente maior com 43 centímetros (17 pol) de comprimento, 95–105 centímetros (37–41 pol) na envergadura e 380–545 gramas (13–19 oz) em peso. Possui gorro preto, pescoço traseiro branco, dorso, asas e cauda cinza escuro e garupa mais escura. A parte inferior é branca com bases escuras nas penas primárias. As partes superiores das aves desgastadas tornam-se mais escuras.

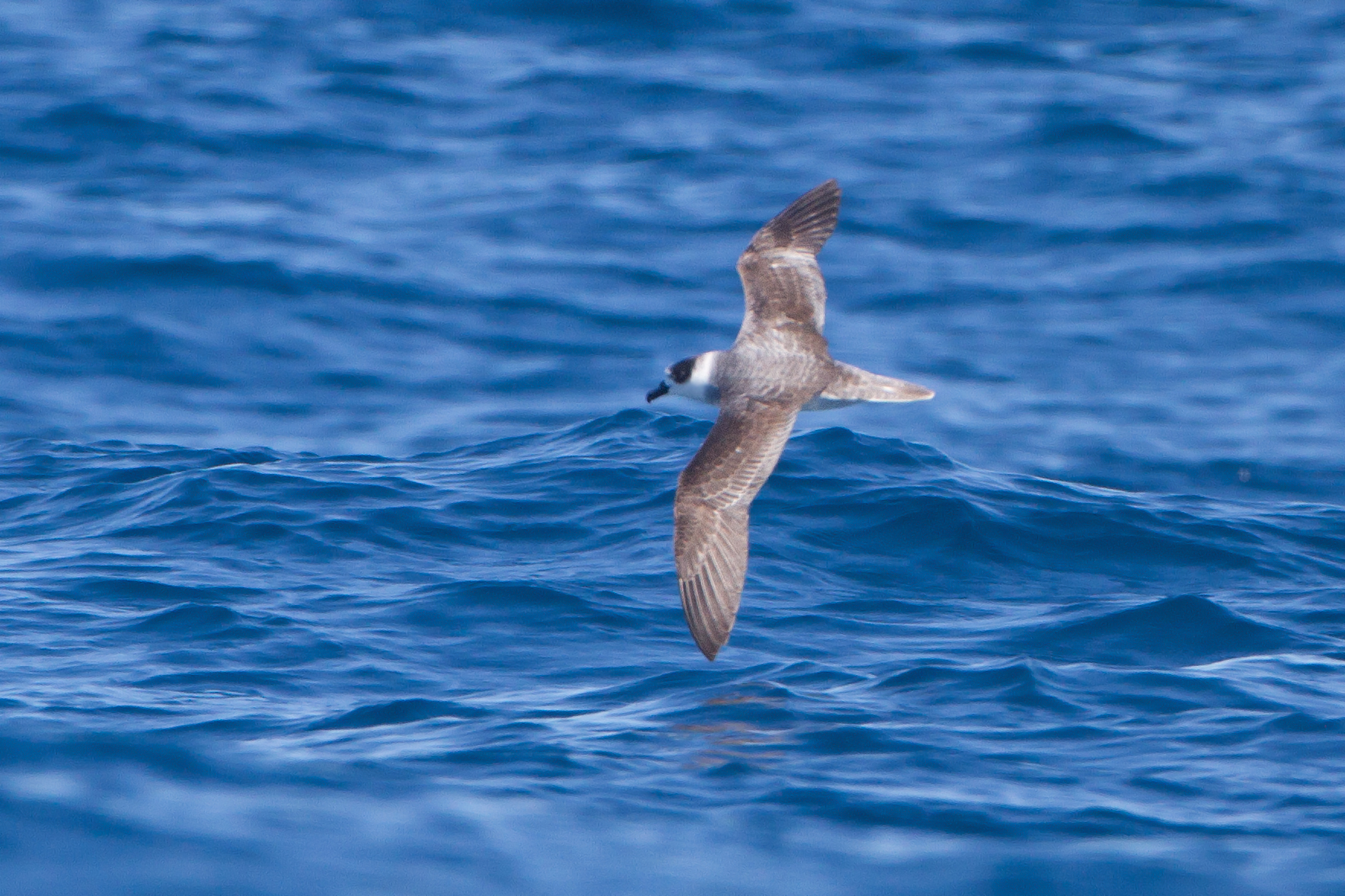
Um Pterodroma cervicalis sobrevoando o Oceano

É muito difícil separar o petrel de pescoço branco do petrel de Vanuatu no mar.

## Ecologia
Este é um petrel pelágico solitário dos mares abertos do sudoeste do Oceano Pacífico . Tem um voo gracioso e sem esforço, com poucas batidas de asas, e não segue navios. Alimenta-se nas asas, apanhando peixes e lulas perto da superfície.
Os seus habitats naturais são pastagens subtropicais ou tropicais sazonalmente húmidas ou inundadas (para reprodução) e mares abertos (para alimentação). Está ameaçado pela perda de habitat em seus criadouros.